# Dešovská pahorkatina
Dešovská pahorkatina je geomorfologický okrsek v severní části Bítovské pahorkatiny, ležící větší částí v okrese Třebíč v kraji Vysočina a menší částí v okrese Znojmo v Jihomoravském kraji.

## Poloha a sídla
Okrsek se rozkládá zhruba v prostoru mezi obcemi Vranín (na severu), Nové Syrovice (na východě), Zálesí (na jihovýchodě), Zblovice (na jihozápadě) a Hornice (na západě). Uvnitř okrsku leží například obce Kojatice, Dědice či Dešov.

## Charakter území
Je to většinou členitá pahorkatina, v menší jižní části až vrchovina, tvořená rulami a migmatity moldanubika, ve sníženinách ostrůvky neogenních usazenin. Omezuje výrazným svahem na východě Jemnickou kotlinu. Jsou zde poměrně rozsáhlé plošiny holoroviny, údolí vodních toků jsou v pramenných částech rozevřená, směrem po toku se zařezávají, hluboké průlomové údolí říčky Želetavky se zaklesnutými meandry v jižní vrchovinné části okrsku. V jižní části převážně, v severní části středně zalesněná, smrkové a borové porosty s příměsí buku, dubu a lípy, vzácněji jedle, v podrostu nápadný brambořík nachový. Jsou zde pole, méně louky a drobné rybníky s mokřadními lemy.

## Geomorfologické členění
Okrsek Dešovská pahorkatina (dle značení Jaromíra Demka IIC-7B-1) náleží do celku Jevišovická pahorkatina a podcelku Bítovská pahorkatina.
Pahorkatina sousedí s Jemnickou kotlinou (na západě), s jedním okrskem Brtnické vrchoviny (Markvartická pahorkatina na severozápadě), s jedním okrskem Jaroměřické kotliny (Moravskobudějovická kotlina na severovýchodě) a se dvěma okrsky Bítovské pahorkatiny (Vranovská pahorkatina na jihu a Uherčická pahorkatina na jihozápadě).

## Významné vrcholy
Nejvyšším vrcholem Dešovské pahorkatiny je Suchá hora (571,0 m n. m.).
- Suchá hora (571 m)
- Skalka (560 m)
- Budkovský vrch (559 m)
- Velký Radvan (548 m)
- Kojatická horka (549 m)
- Stříbrný kopec (524 m)
- Horka (521 m)
- Špitálka (519 m)
- Velký kopec (494 m)
- Petrův kopec (482 m)
- Lopata (465 m)